# Mysidia erecta
Mysidia erecta är en insektsart som beskrevs av Broomfield 1985. Mysidia erecta ingår i släktet Mysidia och familjen Derbidae. Inga underarter finns listade i Catalogue of Life.